# Rancho Nuevo, San Francisco de Conchos
Rancho Nuevo är en ort i Mexiko.   Den ligger i kommunen San Francisco de Conchos och delstaten Chihuahua, i den nordvästra delen av landet, 1 100 km nordväst om huvudstaden Mexico City. Rancho Nuevo ligger 1 246 meter över havet och antalet invånare är 243.
Terrängen runt Rancho Nuevo är huvudsakligen platt, men åt nordost är den kuperad. Rancho Nuevo ligger nere i en dal. Runt Rancho Nuevo är det mycket glesbefolkat, med 3 invånare per kvadratkilometer. Närmaste större samhälle är Ciudad Camargo, 13,7 km öster om Rancho Nuevo. Omgivningarna runt Rancho Nuevo är i huvudsak ett öppet busklandskap.